# Sulpiz Boisserée
Johann Sulpiz Melchior Dominikus Boisserée, född 2 augusti 1783 i Köln, död 2 maj 1854 i Bonn, var en tysk tavelsamlare, konst- och arkitekturhistoriker och betydande främjare av Kölnerdomens fullbordande.
Boisserée och hans bror Melchior (född 23 april 1786 i Köln, död 14 maj 1851 i Bonn) främjade i hög grad studiet av den tyska medeltidskonsten och gjorde sig framförallt kända genom den efter dem uppkallade Boisseréeska tavelsamlingen. Denna samling, som är av den största betydelse för det äldre tyska måleriets historia, omfattar mer än 200 målningar från 1200-1400-talen, vilka samlades av de båda bröderna och deras vän J.B. Bertram under resor i Rhentrakterna, Nederländerna, Sachsen, Böhmen o.s.v. Samlingen inköptes 1827 av Ludvig I av Bayern och införlivades 1836 med Pinakotheket i München, med undantag av 40 tavlor, vilka placerades i Moritzkapellet i Nürnberg.
År 1816 fann Sulpiz Boisserée i Paris en hälft av en medeltida ritning till Kölnerdomen och genom sitt på egna mätningar grundade praktverk över domen (1822-31; ny upplaga med kopparstick i något förminskat format, 1842) väckte han det tyska folkets intresse för denna kyrkbyggnads fullbordande. Melchior Boisserée ägnade sig med förkärlek åt måleriets historia och arbetade tillsammans med Ainmüller på återupplivandet av medeltidens glasmålningskonst. År 1845 flyttade bröderna från München till Bonn.
Över sin ovannämnda samling utgav de, tillsammans med litografen Strixner, ett litograferat verk, Sammlung alt-, nieder- und oberdeutscher Gemälde der Brüder Boisserée und Bertram (40 häften, 1821-40).